# Arthur Winkler-Hermaden (Geologe)
Arthur Winkler-Hermaden (* 8. Mai 1890 in Wien als Arthur Karl Viktor Winkler; † 9. Mai 1963 in Graz) war ein österreichischer Geologe und Professor an der Technischen Hochschule Graz. Er befasste sich besonders mit regionaler Geologie der Steiermark, Tertiärbecken in Österreich und angewandter Geologie.

## Leben
Winkler-Hermaden war der Sohn des nachmaligen Arthur Winkler von Hermaden, Feldmarschallleutnant der österreichischen Armee, und dessen Frau Emma, geborene Hofmann von Wellenhof.
Die Gymnasialzeit verbrachte er bis zur sechsten Klasse am Franz-Joseph-Gymnasium in Wien und wechselte danach an das Deutsche Staatsgymnasium in Pilsen, wo er die Maturitätsprüfung im Frühjahr 1909 mit Auszeichnung bestand. Im Herbst 1909 immatrikulierte er an der Universität Wien und begann mit naturwissenschaftlichen Studien, vor allem der Geologie. Im Jahr 1914 wurde er an der Universität Wien promoviert, war im Ersten Weltkrieg Frontoffizier und arbeitete danach bei der Geologischen Reichsanstalt in Wien. Dort kartierte er im Tertiär der Süd-Steiermark, in den Hohen Tauern und in Zusammenarbeit mit der Universität Padua in den südlichen Julischen Alpen. 1921 habilitierte er sich in Wien.
Winkler-Hermaden trat Juni 1933 der NSDAP bei (Mitgliedsnummer 1.626.625).
1936/37 war er vorübergehend bei der Staatlichen Lagerstättenforschungsstelle in Leipzig und dann wieder bei der Geologischen Reichsanstalt. 1941 bis 1945 war er Professor an der Deutschen Technischen Hochschule in Prag, wo er sich auch mit Hydrogeologie von Böhmen befasste. Nach dem Krieg wurde er wegen seiner NS-Mitgliedschaft der Anstellung enthoben, 2 Jahre in Wolfsberg interniert, mit Berufsverbot belegt und war als praktischer Geologe besonders in Hydrogeologie in der Steiermark tätig. 1954 bis 1956 war er Gastprofessor an der FU Berlin und in Erlangen. 1957 wurde er Professor für Mineralogie und Technische Geologie an der TH Graz.
Winkler-Hermaden war mit Magdalene Helene Kobula (1892–1965) verheiratet. Der Ehe entstammte ein Sohn, Burkhardt Winkler-Hermaden. Familiensitz war Schloss Kapfenstein.
Arthur Winkler-Hermaden war wirkliches Mitglied der Österreichischen Akademie der Wissenschaften und Mitglied der Akademie der Wissenschaften in Bologna.

## Schriften
- Untersuchungen zur Geologie und Paläontologie des steirischen Tertiärs. Jahrb. Geol. Reichsanst., 63, Wien 1913, S. 503–620 (zobodat.at [PDF]).
- Über jungtertiäre Sedimentation und Tektonik am Ostrande der Zentralâlpen. Mitt. Geol. Ges., 7, 1914, S. 256–312 (zobodat.at [PDF]).
- Das mittlere Isonzogebiet. Jahrb. Geol. Staatsanstalt, 70, 1921, S. 11–124 (zobodat.at [PDF]).
- Über die Beziehungen zwischen Sedimentation, Tektonik und Morphologie in der jungtertiären Entwicklungsgeschichte der Ostalpen. Sitz. Ber. Akad. Wiss., math.-nat. Kl. I, 732:343-430, Wien 1924.
- Über den Bau der östlichen Südalpen. Mitt. Geol. Ges., Wien, Band 16, 1924, S. 1–272,
- Geologische Probleme in den östlichen Tauern. Jahrb. Geol. Bundesanst, Band 76, 1926, S. 245–322,
- Geologische Spezialkarte der Republik Österreich 1:75.000. Blatt Gleichenberg. Wien 1927.
- Die Bedeutung des Alpen-Dinariden-Problems für den Alpenbau. Jahrb. Geol. Bundesanst. 78:1-20. Wien 1928.
- Über Studien in den inneralpinen Tertiärablagerungen und über deren Beziehungen zu den Augensteinfeldern der Nordalpen. Sitz. Ber. Akad. Wiss. math.-nat. Kl. I, 137:183-255. Wien 1928.
- Über neue Probleme der Tertiärgeologie im Wiener Becken. Zentralbl. f. Min. usw. B, 65–76, 161–251, 307–320. Stuttgart 1928.
- Der Bau des Radelgebirges in Südweststeiermark. Jahrb. Geol. Bundesanst. 79:479-530. Wien 1929.
- Über tektonische Probleme in den Savefalten. Jahrb. Geol. Bundesanst. 80: 351–379, 1 Taf. Wien 1930.
- Aufschüttung, Abtragung und Landformung am Ostrande der Alpen. Anz. Akad. Wiss., math.-nat. Kl. 70:84-92. Wien 1933.
- Geologische Spezialkarte der Republik Österreich 1:75.000. Blatt Marburg. Wien 1938.
- Geologischer Führer durch das Tertiär- und Vulkanland des steirischen Beckens. Sammlung Geolog. Führer 36, Borntraeger 1939
- Die jungtertiären Ablagerungen an der Ostabdachung der Zentralalpen und das inneralpine Tertiär. In: Geologie von Österreich. 2. Aufl., Wien: Deuticke 1951, S. 414–524.
- Geologisches Kräftespiel und Landformung. Springer Verlag, Wien 1957